# Kjerstin Krantz

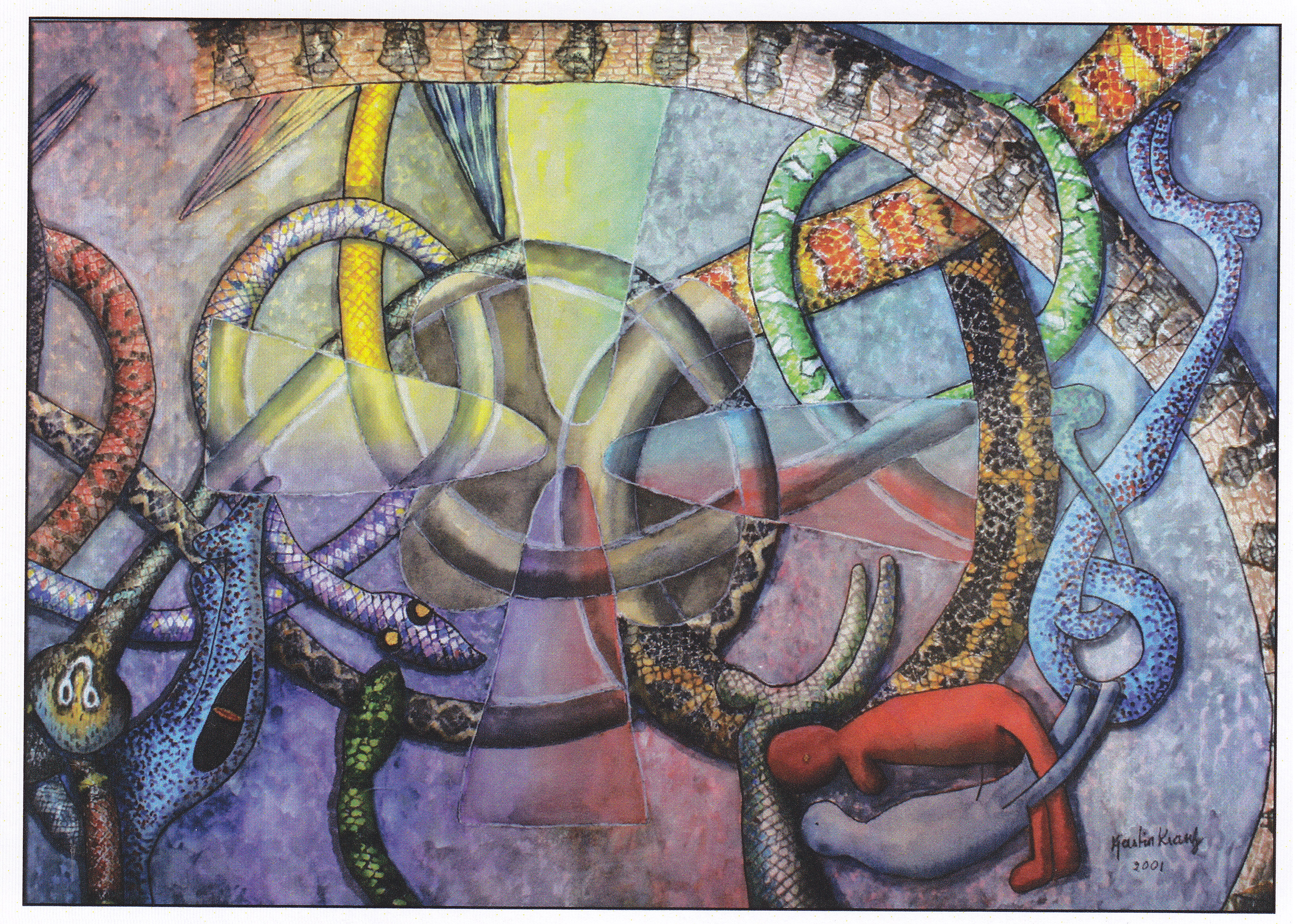
"Rig" av Kjerstin Krantz fån Rigs Vandring inspirerad av Runsten U 1043 i Onslunda

Kjerstin Krantz, född 1936, är en svensk konstnär, författare och målare.
Krantz studerade vid Skånska Målarskolan, Åke Pernbys målarskola i Stockholm, Hovedskous sommarskolor i Danmark respektive Frankrike samt Académie de la Grande Chaumière i Paris. Hon debuterade 1974 med en separatutställning i Stockholm och bodde i Paris 1983-1986. 
Många av hennes tavlor inspireras av nordisk historia och dess mytologi från hällristningar, bildstenar och runstenar. 